# Gewehr 1888
O Gewehr 88 foi um fuzil de ação por ferrolho alemão do final do século XIX, adotado em 1888.
A invenção da pólvora sem fumaça no final do século XIX imediatamente tornou obsoletos todos os fuzis de pólvora negra de grande calibre então em uso. Para acompanhar os franceses (que adotaram munição de "pequeno calibre" de pólvora sem fumaça para seu fuzil Lebel Modelo 1886), os alemães adotaram o Gewehr 88 usando seu próprio cartucho Patrone 88, que também foi projetado pela Comissão Alemã de Fuzis. O fuzil foi uma das muitas armas na corrida armamentista entre os estados germânicos e a França, e com a Europa em geral. Havia também duas versões de carabina, a Karabiner 88 para tropas montadas e a Gewehr 91 para artilharia. Modelos posteriores forneciam carregamento com clipes em tira (Gewehr 88/05 e Gewehr 88/14) e serviram na Primeira Guerra Mundial em um grau limitado. Ao contrário de muitos fuzis de serviço alemães anteriores e posteriores, ele não foi desenvolvido pela Mauser, mas pela comissão de armas, e a Mauser foi um dos poucos grandes fabricantes de armas na Alemanha que não produziu os fuzis Gewehr 88.

## Projeto
Em 1886, quinze anos após sua derrota pelas forças alemãs na Guerra Franco-Prussiana, o Exército Francês introduziu o novo fuzil de repetição Lebel disparando um projétil de alta velocidade de 8 mm impulsionado pela nova pólvora sem fumaça. Isso tornou o fuzil alemão, o Mauser Modelo 1871, obsoleto devido ao seu grande e lento cartucho de 11 mm impulsionado por pólvora negra. O resultado prático foi que o fuzil francês tinha maior precisão e alcance, e precisava de limpeza com muito menos frequência, dando às tropas francesas uma vantagem tática sobre o Exército Alemão. Em resposta, a Comissão de Testes de Fuzis do Exército Alemão desenvolveu o Gewehr 88, que foi adotado para serviço em 1888. Por esse motivo, o Gewehr 88 também é conhecido como "fuzil de comissão" ou "Kommissionsgewehr".

### Cartucho

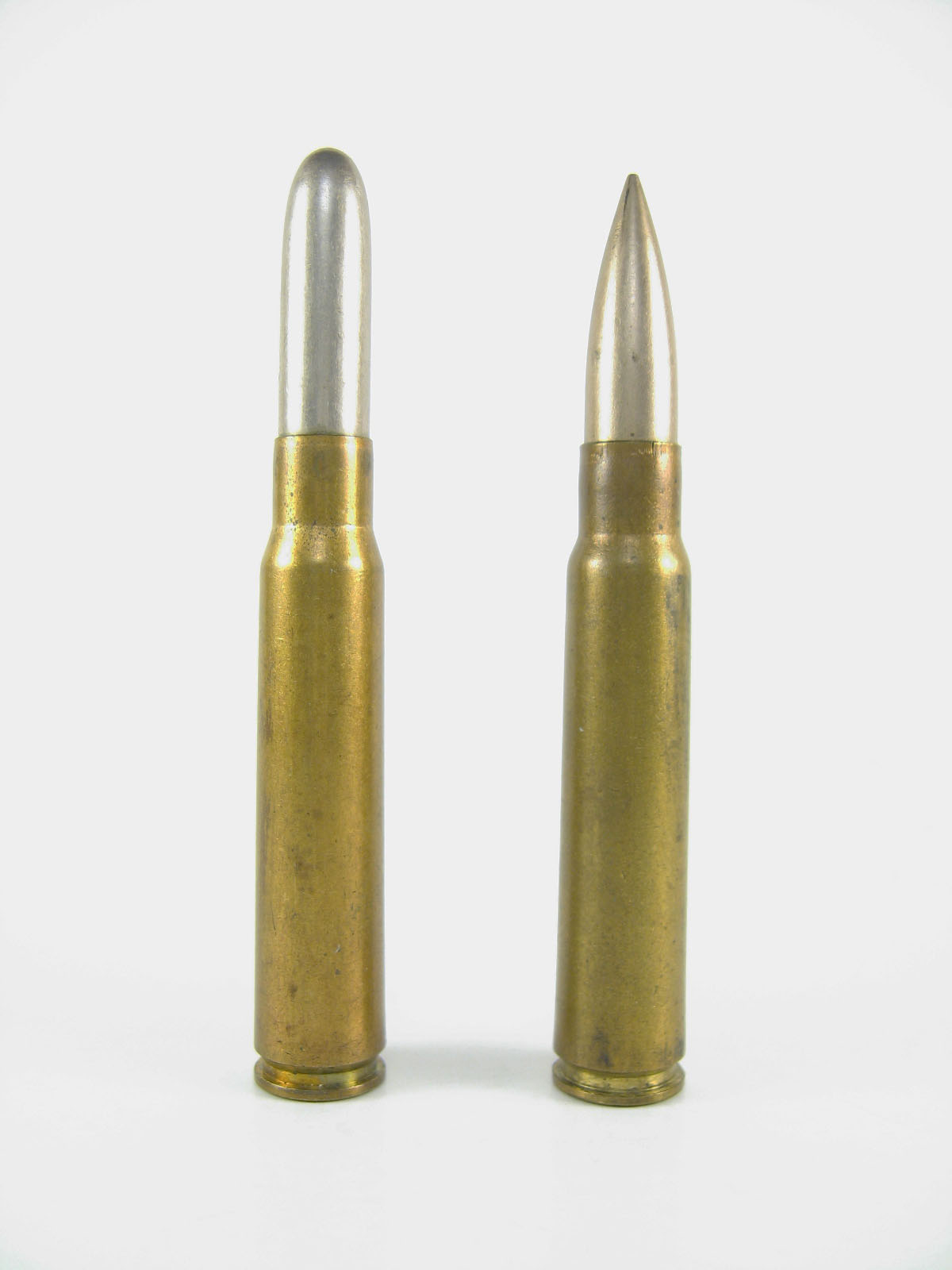
M/88 (esquerda) ao lado do 7,92×57mm Mauser S Patrone

O primeiro passo foi selecionar um novo cartucho. Isso começou adaptando um projeto suíço, resultando no Patrone 88 ou M/88 de 1888, um cartucho de 8 mm sem aro (diâmetro da bala 8,08 mm) carregado com uma bala de ponta redonda de 8,08 mm e 14,6 g impulsionada por uma pólvora sem fumaça de base única. Em 1905, o cartucho de 8 mm M/88 foi substituído pelo 7,92×57mm Mauser S Patrone que era carregado com uma nova bala Spitzer de 8,20 mm e 9,9 g e pólvora sem fumaça de base dupla mais potente, resultando em quase 40% mais velocidade de saída e 30% mais energia de saída.

## Histórico de serviço
Parte da produção foi exportada para a China (veja abaixo) ou América Latina (por exemplo, o exército brasileiro os usou na Guerra de Canudos em 1896–1897). O fuzil prestou serviço de campo com a expansão colonial da Alemanha, incluindo na China durante o Levante dos Boxers (com os Gewehr 88 e as cópias não licenciadas Hanyang 88 também sendo usadas pelas tropas chinesas opostas), e serviu como uma arma de linha de frente para as tropas alemãs durante a Primeira Guerra Mundial até 1915, quando o fornecimento de fuzis Gewehr 98 aumentou. Quando a Alemanha substituiu o 88 pelo Gewehr 98, muitos dos fuzis foram dados à Áustria-Hungria e ao Império Otomano durante a Primeira Guerra Mundial porque ambos os estados tinham escassez de fuzis (no entanto, foi amplamente usado pelo Exército turco mesmo durante as décadas de 1930 e 1940). Muitos fuzis Gewehr 88 permaneceram em serviço ativo em unidades de segunda linha, reservas e em exércitos aliados aos alemães durante e muito depois da Primeira Guerra Mundial.
A maioria dos Gewehr 88 vistos nos EUA são aqueles que foram dados às forças turcas na Primeira Guerra Mundial e foram modificados do projeto original. Os turcos emitiram essas versões e as atualizaram pelo menos até a década de 1930. Os fuzis Gewehr 88/05 também foram usados pela Iugoslávia, Tchecoslováquia (por exemplo, como espingarda de guarda modificada) e Polônia. Os fuzis Gewehr 88 foram amplamente usados durante as revoluções, levantes e guerras pós-Primeira Guerra Mundial (em ambos os lados da Guerra Civil Russa, a Revolução Alemã de 1918-1919, as Revoluções e intervenções na Hungria (1918–1920), a Revolta na Grande Polônia (1918-1919), as Revoltas na Silésia, a Guerra de Independência da Turquia, a Guerra Polaco-Soviética, pelos Voluntários do Ulster e pelos lituanos nas Guerras de Independência da Lituânia). Cerca de 5.500 Gewehr e Karabiner 88 foram entregues ao Exército Lituano em 1919-1920 (concedidos pela Alemanha e vendidos pela França e pelo Reino Unido). Usados pela paramilitar União do Fuzil, o restante foi mantido no depósito e teve seus canos trocados antes da Segunda Guerra Mundial. A Alemanha entre guerras usou fuzis Gewehr 88 apenas para a milícia. Os fuzis Gewehr 88 também foram usados na Guerra Civil Espanhola por ambos os lados. No início da Segunda Guerra Mundial, alguns fuzis Gewehr 88 ainda estavam em uso, por unidades de segunda linha ou organizações paramilitares (ou partisans) na Polônia e na Iugoslávia. Alguns dos fuzis ex-UVF foram usados pela Home Guard no Reino Unido em 1940. Os fuzis etíopes (alguns fuzis ex-UVF também chegaram lá) também entraram em ação durante a Campanha da África Oriental. Esses fuzis também foram usados pela Volkssturm alemã em 1944-1945.

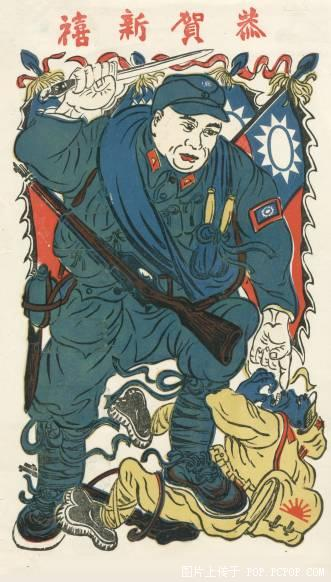
Gewehr 1888 e sua cópia Hanyang 88 foram os principais fuzis na China por mais de 50 anos.

A China também usou esse fuzil extensivamente durante a dinastia Qing e a era republicana. A China comprou fuzis Gewehr 88 pela primeira vez para a Primeira Guerra Sino-Japonesa em 1894-1895 e depois disso começou a produção da cópia não licenciada Hanyang 88. No início do século XX, a China comprou pela segunda vez um grande número de fuzis Gewehr 88 originais. Durante os 50 anos seguintes, o fuzil e sua cópia Hanyang 88 foram usados na Revolução Xinhai, na Guerra Civil Chinesa e na Guerra de Resistência contra o Japão e provaram ser mais do que adequados contra o fuzil japonês Arisaka Tipo 38, embora este último fosse 30 anos mais novo. A última vez que eles viram ação no serviço chinês foi durante a Guerra da Coreia, onde alguns deles foram capturados e levados para os EUA como souvenirs.
O fuzil foi adotado durante um período de rápido desenvolvimento na tecnologia de armas de fogo e marcou a mudança da Alemanha para uma pólvora sem fumaça. Isso explica por que seu período como o principal fuzil de serviço alemão foi de pouco mais de uma dúzia de anos, mas permaneceu em serviço limitado por muito mais tempo. Em 1898, um projeto Mauser foi adotado, o Gewehr 98, que foi o ápice de uma série de modelos Mauser na década de 1890. Foi uma substituição superior usando a mesma munição com uma carga de pólvora mais forte. No entanto, este fuzil logo teve que ser convertido para disparar o novo cartucho Spitzer que a Alemanha adotou após a virada do século. Com essas modificações, o projeto mais novo permaneceu em uso até o final da Segunda Guerra Mundial.
O Gewehr 88 também foi algumas vezes transformado em fuzis esportivos muito elegantes por armeiros na Alemanha. Exemplos destes geralmente mostram acabamento de primeira classe e características especiais, como miras dobráveis e alavancas de ferrolho alteradas. Sabe-se que algumas carabinas Karabiner 88 foram produzidas em 7×57mm Mauser em vez do M/88 usual ou do 7,92×57mm Mauser. Provavelmente, elas eram destinadas à venda na América do Sul, onde o uso do cartucho 7×57mm era generalizado. Todos os Karabiner 88 7×57mm conhecidos foram produzidos pela Haenel.

## Variantes

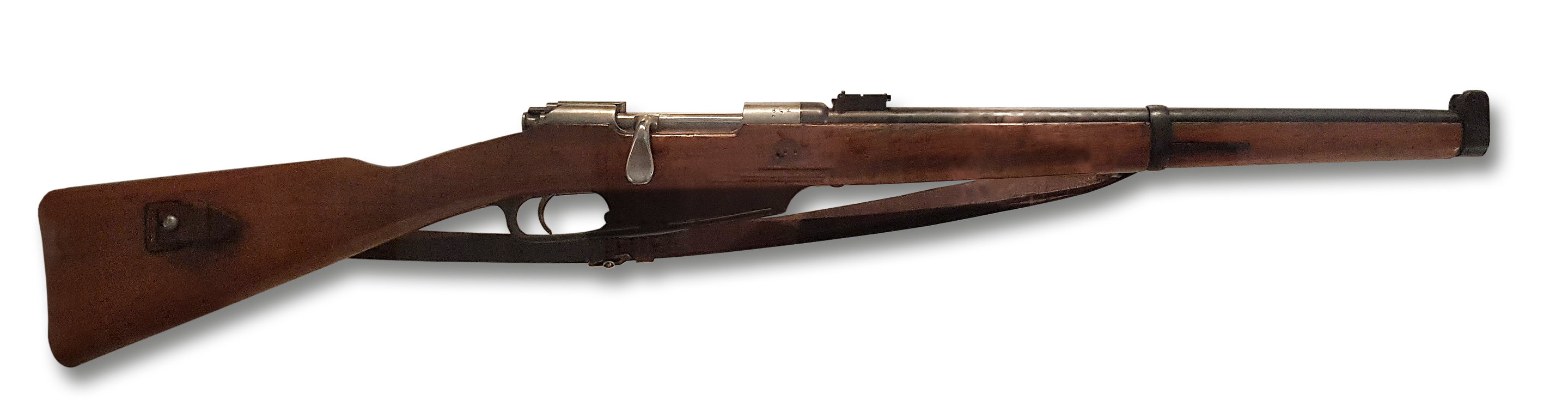
Karabiner 88, variante alemã de carabina de ferrolho do Gewehr 1888

Na época da adoção, o M/88 "Patrone 7,9 mm" era carregado com uma bala de ponta redonda de 14,6 g que media 8,08 mm de diâmetro. Em 1894/95, o Exército Imperial Alemão mudou as especificações do cano de 7,9/8,1 mm para 7,9/8,2 mm na esperança de melhorar a precisão e os fuzis Gewehr 88 feitos a partir dessa data tinham furos diferentes. O diâmetro da bala de 8,08 mm, no entanto, permaneceu inalterado. Depois de 1895, a maioria dos fuzis Gewehr 1888 foram reesculpidos. Em 1903, o Exército Alemão adotou um novo cartucho de serviço que disparava balas mais leves medindo 8,20 mm de diâmetro. A partir de então, muitos fuzis Gewehr 88 foram convertidos para disparar o novo cartucho 7,92×57mm Mauser padrão de 1903, tornando-se fuzis Gewehr 88 S. Esta conversão exigiu mais trabalho, pois a câmara de 7,92×57mm Mauser exigia uma garganta de câmara mais larga para receber o latão mais grosso do novo cartucho padrão de 1903. Os fuzis adaptados de 7,92×57mm Mauser têm o receptor marcado com uma grande marca de rolo "S". A partir de 1905, os fuzis também foram convertidos para usar o clipe em tira tipo Gewehr 98, adicionando guias de clipe em tira na parte traseira superior do receptor e alterando o carregador, tornando-se fuzis Gewehr 88/05. Após o início da Primeira Guerra Mundial, alguns dos fuzis Gewehr 88 S restantes foram modificados para o padrão Gewehr 88/14, que era geralmente semelhante ao Gewehr 88/05, mas com acabamento mais grosseiro. Alguns 88 foram vendidos para várias nações ou grupos armados, ou capturados em combate e, portanto, uma grande variedade de marcações pode ser encontrada, como estrelas búlgaras, provas inglesas, crescentes e símbolos turcos, águias polonesas, etc. Os Gewehr 88 foram re-serializados pelo exército, capturando-os em alguns casos raros (por exemplo, Grécia/turcos) ou/e quando foram re-canalizados. As marcações encontradas nos Gewehr 88 são muito extensas e, portanto, são um tópico próprio.

### Uso de munição moderna
A pressão máxima de operação para o fuzil Gewehr 88 é menor do que a de qualquer fuzil de 8mm Mauser, pois os fabricantes do Gewehr 88 não entenderam completamente a maior energia da pólvora sem fumaça em comparação à pólvora negra. Atiradores que planejam usar munição moderna de 8 mm em um Gewehr 88 devem medir o calibre e a câmara, pois há quatro combinações diferentes de calibres e ranhuras e dimensionamento de câmara encontrados no fuzil Gewehr 88. Munição de alto desempenho e, portanto, de alta pressão ou militar designada para uso em metralhadoras não pode ser disparada com segurança em um fuzil Gewehr 88.

## Operadores
- Áustria-Hungria[14]
- Brasil[15][16]
- Reino da Bulgária[17]
- Tchecoslováquia
- Equador[18]
- Império Etíope: Obtido depois de 1896 de traficantes de armas alemães e belgas[19][20]
- França: Carabinas capturadas foram distribuídas para soldados de segunda linha, como motoristas de automóveis[21]
- Império Alemão[22]
- Alemanha Nazista: Usado pela Volkssturm[23]
- Reino da Grécia[24]
- Haganá[25]
- República da Irlanda[11][26]
- Exército de Libertação Nacional da Malásia: Variante Karabiner 88, fornecida pela União Soviética apenas em pequenos números[27]
- Estado Livre de Orange[28]
- Império Otomano[29]
- Peru[30]
- Segunda República Polonesa[9][31]
- Dinastia Qing[32]
- República da China (1912–1949): Nacionalistas, senhores da guerra e guerrilheiros anti-japoneses usaram o Hanyang 88, uma cópia do Gewehr 1888[33]
- República Sul-Africana[28]
- Lituânia: Cerca de 5.500 fuzis e carabinas de 1919 a 1940
- Segunda República Espanhola: Adquiriu aproximadamente 2.000 através da Polônia durante a Guerra Civil Espanhola[34]
- Turquia: Recebido durante a Primeira Guerra Mundial,[35] estoque otomano restante usado na Guerra da Independência da Turquia
- Reino da Iugoslávia
- Reino Unido: Usado pela Home Guard
- Voluntários do Ulster[36]

## Conflitos
- Primeira Guerra Sino-Japonesa[37]
- Revolta da Armada
- Revolução Federalista[38]
- Guerra de Canudos[39]
- Segunda Guerra dos Bôeres
- Levante dos Boxers
- Guerras Herero
- Rebelião Maji Maji[40]
- Revolução Mexicana[41]
- Guerra de Fronteira (1910–1919)[41]
- Expedição chinesa ao Tibete (1910)[32]
- Revolução Xinhai
- Primeira Guerra Mundial
- Revolta da Páscoa
- Era dos senhores da guerra da China
- Guerra Civil Russa[42]
- Revolução Alemã de 1918-1919
- Revoluções e intervenções na Hungria (1918–1920)
- Revolta na Grande Polônia (1918-1919)
- Guerra Polaco-Soviética
- Guerra de Independência da Irlanda
- Revoltas na Silésia
- Guerra de Independência da Turquia[43]
- Guerras de Independência da Lituânia
- Rebelião do Xeque Saíde
- Revolta de Ararate
- Revolução Constitucionalista de 1932
- Guerra Civil Chinesa
- Segunda Guerra Ítalo-Etíope
- Guerra Civil Espanhola[44]
- Massacre de Dersim
- Segunda Guerra Sino-Japonesa[37]
- Revolta alemã dos Sudetos de 1938
- Segunda Guerra Mundial
- Guerra da Palestina de 1948[45]
- Emergência Malaia[27]
- Guerra da Coreia[46]

## Galeria

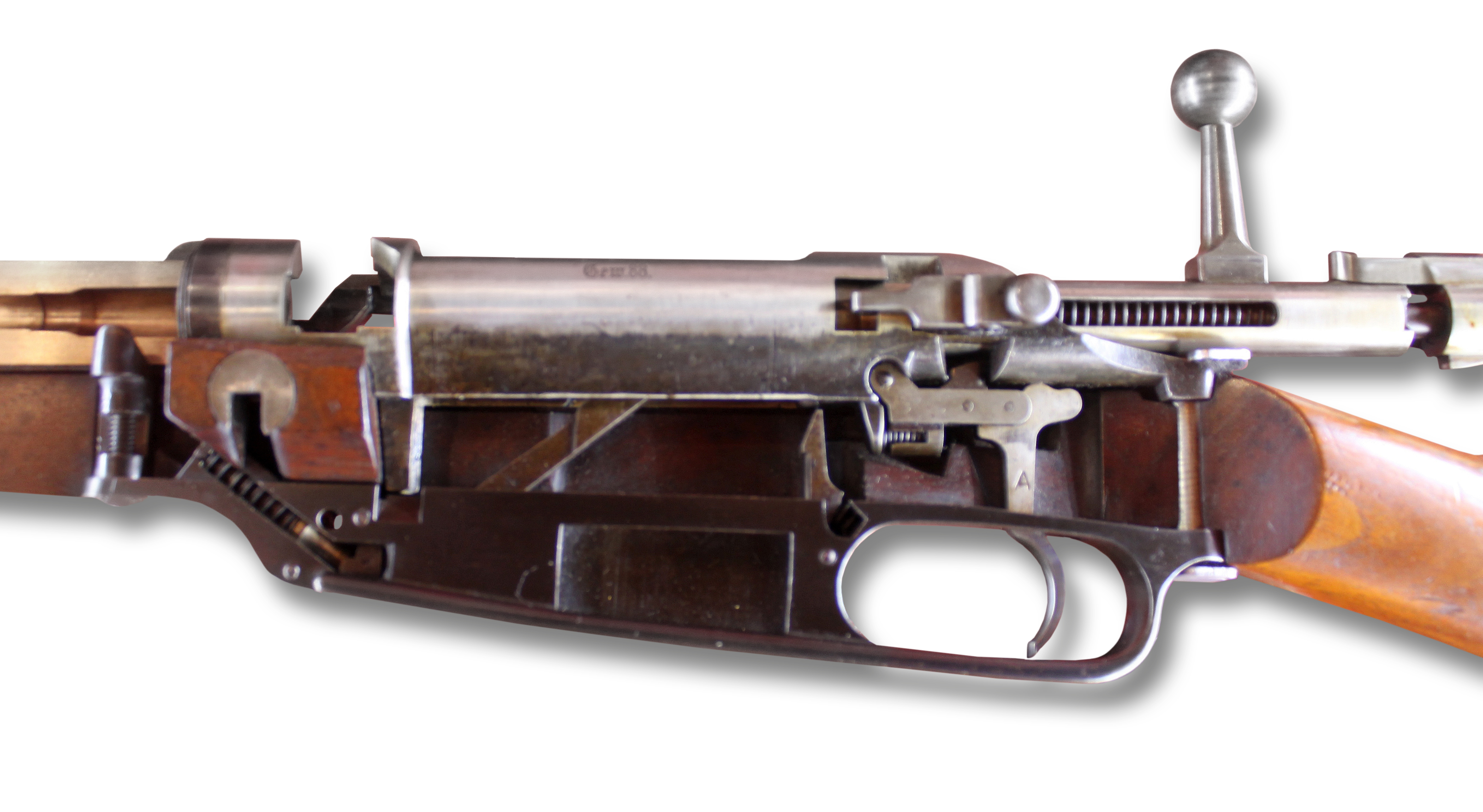
Modelo em corte do Gewehr 88
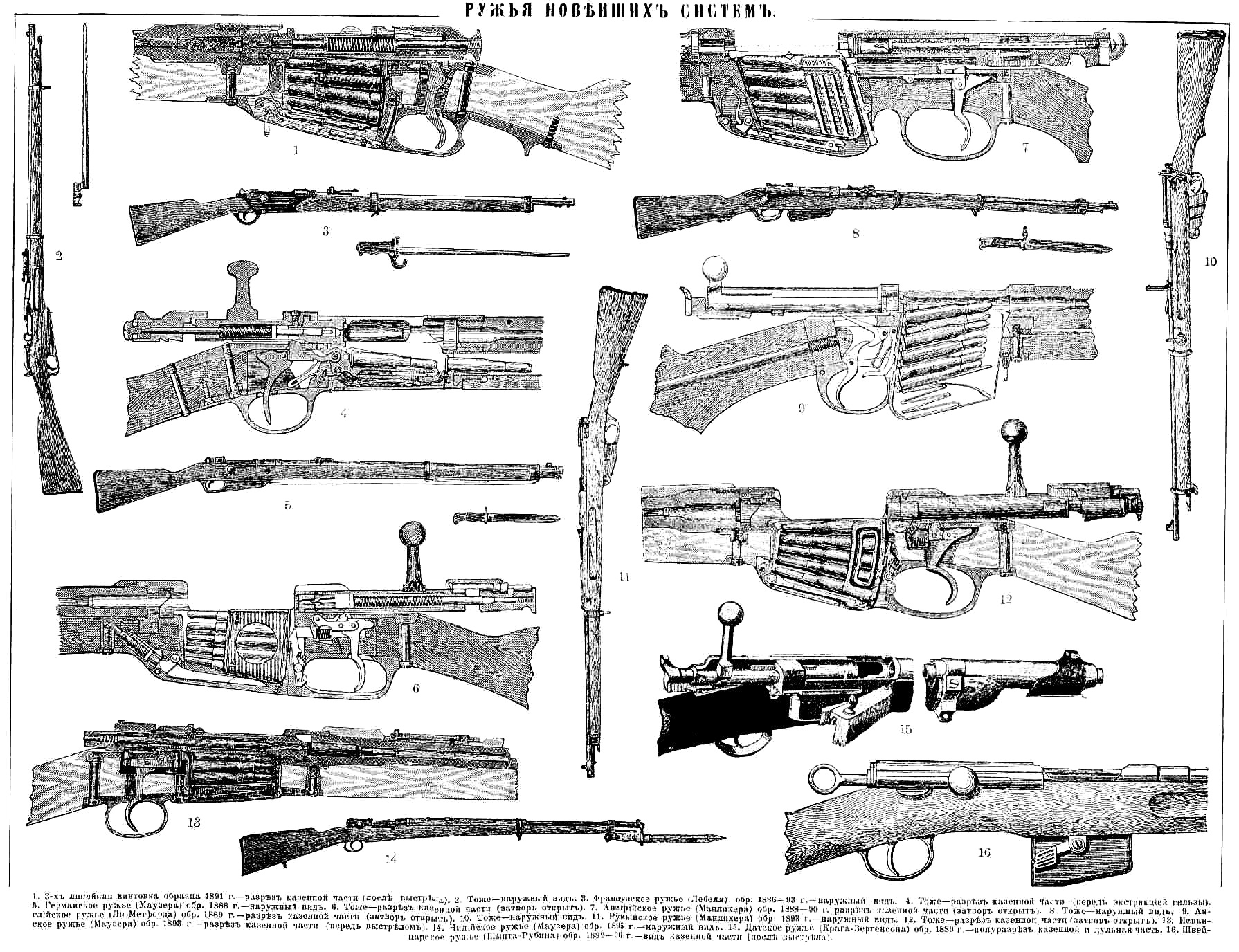
Esquemático. Imagens #5 e #6
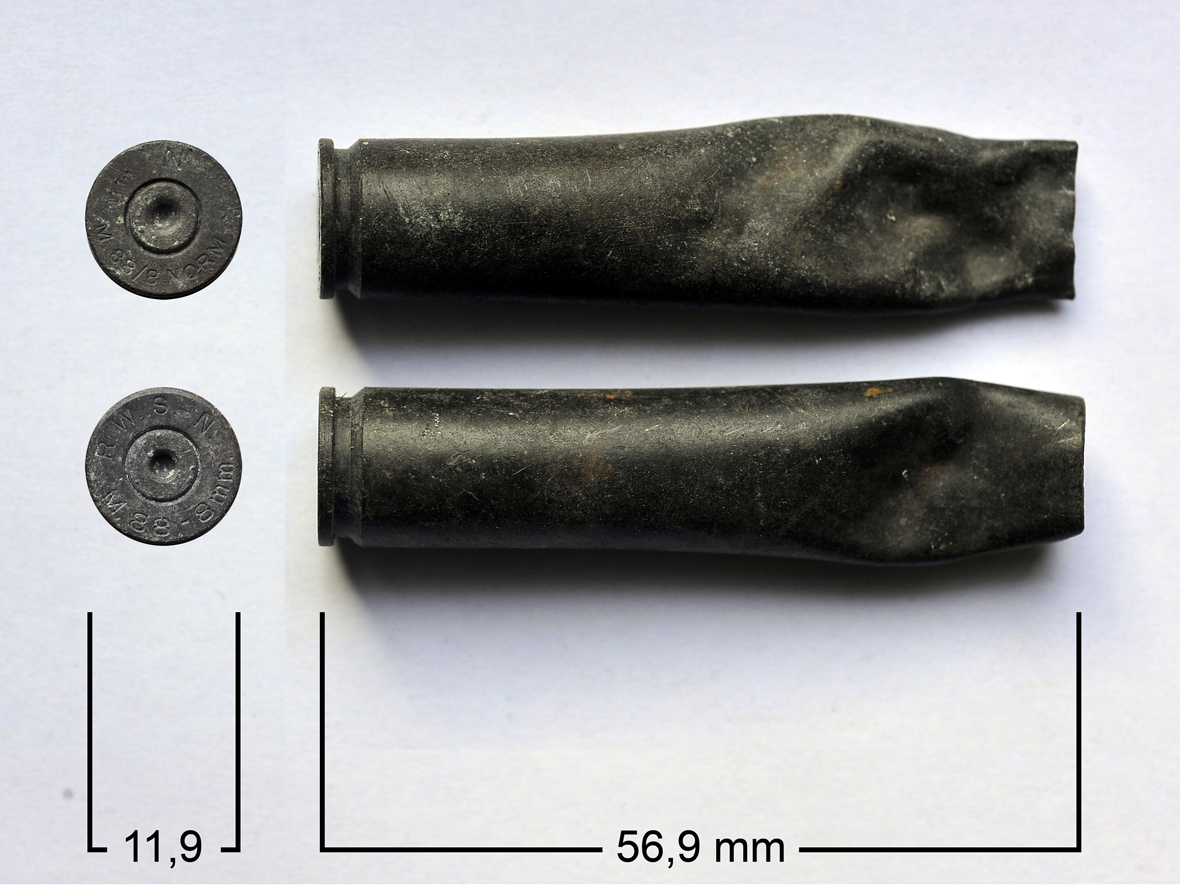
Cartuchos M88